# Glenea wallacei
Glenea wallacei é uma espécie de escaravelho da família Cerambycidae. Foi descrita por Charles Joseph Gahan em 1897. É conhecida a sua existência no Bornéu.